# 三島郡 (大阪府)
- 令制国一覧 > 畿内 > 摂津国 > 三島郡
- 日本 > 近畿地方 > 大阪府 > 三島郡

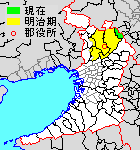
大阪府三島郡の位置（緑：島本町）

三島郡（みしまぐん）は、大阪府（摂津国）の郡。
人口31,317人、面積16.81km²、人口密度1,863人/km²。（2025年2月1日、推計人口）
以下の1町を含む。
- 島本町（しまもとちょう）

## 郡域
1896年（明治29年）に行政区画として発足した当時の郡域は、上記1町のほか、おおむね下記の区域にあたる。
- 茨木市・摂津市の全域
- 吹田市の大部分（江坂町、円山町、垂水町、広芝町、江の木町より南西および山手町・千里山西・千里山東の各一部を除く）
- 高槻市の大部分（田能・中畑・出灰・杉生・二料を除く）
- 豊中市の一部（上新田・新千里各町）
- 箕面市の一部（小野原各町・粟生各町・彩都粟生南・彩都粟生北）
- 豊能郡豊能町の一部（高山）

## 歴史

### 三島郡（第1次）
元々、古代に三島郡が存在していたが、701年（大宝元年）の大宝律令において三島上郡と三島下郡に分けられ、その直後にそれぞれ島上郡・島下郡に改称した。

### 三島郡（第2次）

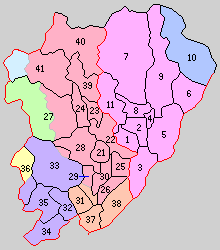
1.富田村 2.如是村 3.三箇牧村 4.高槻村 5.大冠村 6.五領村 7.清水村 8.芥川村 9.磐手村 10.島本村 11.阿武野村 21.茨木村 22.三島村 23.安威村 24.福井村 25.溝咋村 26.宮島村 27.豊川村 28.春日村 29.三宅村 30.玉櫛村 31.味舌村 32.岸部村 33.山田村 34.吹田村 35.千里村 36.新田村 37.味生村 38.鳥飼村 39.石河村 40.見山村 41.清渓村（黄：豊中市 紫：吹田市 桃：高槻市 赤：茨木市 緑：箕面市 橙：摂津市 水色：豊能郡豊能町 青：合併なし）

- 明治29年（1896年）4月1日 - 郡制の施行のため、島上郡・島下郡の区域をもって発足。郡役所が茨木村に設置。（32村）
  - 旧・島上郡（11村） - 富田村、如是村、三箇牧村、高槻村、大冠村、五領村、清水村、芥川村、磐手村（現・高槻市）、島本村（現・島本町）、阿武野村（現・高槻市）
  - 旧・島下郡（21村） - 茨木村、三島村、安威村、福井村、溝咋村、宮島村（現・茨木市）、豊川村（現・茨木市、箕面市）、春日村（現・茨木市）、三宅村（現・茨木市、摂津市）、玉櫛村（現・茨木市）、味舌村（現・摂津市）、岸部村（現・吹田市）、山田村（現・吹田市、茨木市）、吹田村、千里村（現・吹田市）、新田村（現・豊中市、吹田市）、味生村、鳥飼村（現・摂津市）、石河村、見山村（現・茨木市）、清渓村（現・茨木市、豊能郡豊能町）
- 明治31年（1898年）
  - 4月1日 - 郡制を施行。
  - 10月14日（2町30村）
    - 茨木村が町制施行して茨木町となる。
    - 高槻村が町制施行して高槻町となる。
- 明治41年（1899年）4月1日 - 吹田村が町制施行して吹田町となる。（3町29村）
- 大正12年（1923年）4月1日 - 郡会が廃止。郡役所は存続。
- 大正14年（1925年）11月1日 - 富田村が町制施行して富田町となる。（4町28村）
- 大正15年（1926年）7月1日 - 郡役所が廃止。以降は地域区分名称となる。
- 昭和4年（1929年）1月1日 - 芥川村が町制施行して芥川町となる。（5町27村）
- 昭和6年（1931年）1月1日 - 高槻町・大冠村・清水村・芥川町・磐手村が合併し、改めて高槻町が発足。（4町24村）
- 昭和9年（1934年）9月1日 - 如是村が高槻町に編入。（4町23村）
- 昭和10年（1935年）
  - 2月11日 - 溝咋村・宮島村が合併して玉島村が発足。（4町22村）
  - 6月29日 - 集中豪雨により郡内の各河川が氾濫、決壊箇所多数[1]。
  - 当年時点での当郡の面積は248.53平方km、人口は144,588人（男72,345人・女72,243人）[2]。
- 昭和15年（1940年）4月1日（4町19村）
  - 島本村が町制施行して島本町となる。
  - 吹田町・千里村・岸部村が豊能郡豊津村と合併して吹田市が発足し、郡より離脱。
- 昭和18年（1943年）1月1日 - 高槻町が市制施行して高槻市となり、郡より離脱。（3町19村）
- 昭和23年（1948年）
  - 1月1日（2町15村）
    - 茨木町・春日村・三島村・玉櫛村が合併して茨木市が発足し、郡より離脱。
    - 阿武野村が高槻市に編入。
- 昭和25年（1950年）
  - 4月1日 - 味舌村が町制施行して味舌町となる。（3町14村）
  - 11月1日 - 五領村が高槻市に編入。（3町13村）
- 昭和28年（1953年）7月1日 - 新田村が分割し、一部（上新田）が豊中市に、残部（下新田）が吹田市にそれぞれ編入。（3町12村）
- 昭和29年（1954年）2月10日 - 安威村・玉島村が茨木市に編入。（3町10村）
- 昭和30年（1955年）
  - 4月3日（3町5村）
    - 福井村・石河村・見山村・清渓村が茨木市に編入。
    - 三箇牧村が高槻市に編入。

  - 10月15日 - 山田村が吹田市に編入。（3町4村）
- 昭和31年（1956年）
  - 9月30日（2町2村）
    - 味舌町・味生村・鳥飼村が合併して三島町が発足。
    - 富田町が高槻市に編入。

  - 12月1日 - 豊川村が豊能郡箕面町に編入。箕面町は即日市制施行して箕面市となる。（2町1村）
- 昭和32年（1957年）
  - 3月30日 - 三宅村が茨木市に編入。（2町）
  - 7月1日 - 三島町が茨木市の一部（鶴野および太中・蔵垣内・乙辻・小坪井の各一部）を編入。
- 昭和35年（1960年）4月1日 - 三島町が茨木市の一部（太中・蔵垣内・小坪井）を編入。
- 昭和41年（1966年）11月1日 - 三島町が市制施行・改称して摂津市となり、郡より離脱。（1町）

### 変遷表
| 旧郡   | 明治22年4月1日 | 明治22年 - 明治45年            | 大正1年 - 昭和19年                                     | 大正1年 - 昭和19年            | 昭和20年 - 昭和29年           | 昭和30年 - 昭和63年                                                | 平成1年 - 現在 | 現在   |
| ------ | -------------- | ------------------------------ | ------------------------------------------------------ | ----------------------------- | ----------------------------- | ------------------------------------------------------------------ | -------------- | ------ |
| 島上郡 | 島本村         | 島本村                         | 1940年4月1日 町制施行 島本町                           | 1940年4月1日 町制施行 島本町  | 島本町                        | 島本町                                                             | 島本町         | 島本町 |
| 島上郡 | 高槻村         | 1898年10月14日 町制施行 高槻町 | 高槻町                                                 | 1943年1月1日 市制施行 高槻市  | 高槻市                        | 高槻市                                                             | 高槻市         | 高槻市 |
| 島上郡 | 芥川村         | 芥川村                         | 1929年1月1日 町制施行 芥川町 1931年1月1日 高槻町に編入 | 1943年1月1日 市制施行 高槻市  | 高槻市                        | 高槻市                                                             | 高槻市         | 高槻市 |
| 島上郡 | 大冠村         | 大冠村                         | 1931年1月1日 高槻町に編入                              | 1943年1月1日 市制施行 高槻市  | 高槻市                        | 高槻市                                                             | 高槻市         | 高槻市 |
| 島上郡 | 清水村         | 清水村                         | 1931年1月1日 高槻町に編入                              | 1943年1月1日 市制施行 高槻市  | 高槻市                        | 高槻市                                                             | 高槻市         | 高槻市 |
| 島上郡 | 磐手村         | 磐手村                         | 1931年1月1日 高槻町に編入                              | 1943年1月1日 市制施行 高槻市  | 高槻市                        | 高槻市                                                             | 高槻市         | 高槻市 |
| 島上郡 | 如是村         | 如是村                         | 1934年9月1日 高槻町に編入                              | 1943年1月1日 市制施行 高槻市  | 高槻市                        | 高槻市                                                             | 高槻市         | 高槻市 |
| 島上郡 | 阿武野村       | 阿武野村                       | 阿武野村                                               | 阿武野村                      | 1948年1月1日 高槻市に編入     | 高槻市                                                             | 高槻市         | 高槻市 |
| 島上郡 | 五領村         | 五領村                         | 五領村                                                 | 五領村                        | 1950年11月1日 高槻市に編入    | 高槻市                                                             | 高槻市         | 高槻市 |
| 島上郡 | 三箇牧村       | 三箇牧村                       | 三箇牧村                                               | 三箇牧村                      | 三箇牧村                      | 1955年4月3日 高槻市に編入                                          | 高槻市         | 高槻市 |
| 島上郡 | 富田村         | 富田村                         | 1925年11月1日 町制施行 富田町                          | 1925年11月1日 町制施行 富田町 | 富田町                        | 1956年9月30日 高槻市に編入                                         | 高槻市         | 高槻市 |
| 島下郡 | 茨木村         | 1898年10月14日 町制施行 茨木町 | 茨木町                                                 | 茨木町                        | 1948年1月1日 茨木市           | 茨木市                                                             | 茨木市         | 茨木市 |
| 島下郡 | 三島村         | 三島村                         | 三島村                                                 | 三島村                        | 1948年1月1日 茨木市           | 茨木市                                                             | 茨木市         | 茨木市 |
| 島下郡 | 玉櫛村         | 玉櫛村                         | 玉櫛村                                                 | 玉櫛村                        | 1948年1月1日 茨木市           | 茨木市                                                             | 茨木市         | 茨木市 |
| 島下郡 | 春日村         | 春日村                         | 春日村                                                 | 春日村                        | 1948年1月1日 茨木市           | 茨木市                                                             | 茨木市         | 茨木市 |
| 島下郡 | 安威村         | 安威村                         | 安威村                                                 | 安威村                        | 1954年2月10日 茨木市に編入    | 茨木市                                                             | 茨木市         | 茨木市 |
| 島下郡 | 溝咋村         | 溝咋村                         | 1935年2月11日 玉島村                                   | 1935年2月11日 玉島村          | 1954年2月10日 茨木市に編入    | 茨木市                                                             | 茨木市         | 茨木市 |
| 島下郡 | 宮島村         | 宮島村                         | 1935年2月11日 玉島村                                   | 1935年2月11日 玉島村          | 1954年2月10日 茨木市に編入    | 茨木市                                                             | 茨木市         | 茨木市 |
| 島下郡 | 福井村         | 福井村                         | 福井村                                                 | 福井村                        | 福井村                        | 1955年4月3日 茨木市に編入                                          | 茨木市         | 茨木市 |
| 島下郡 | 石河村         | 石河村                         | 石河村                                                 | 石河村                        | 石河村                        | 1955年4月3日 茨木市に編入                                          | 茨木市         | 茨木市 |
| 島下郡 | 見山村         | 見山村                         | 見山村                                                 | 見山村                        | 見山村                        | 1955年4月3日 茨木市に編入                                          | 茨木市         | 茨木市 |
| 島下郡 | 清渓村         | 清渓村                         | 清渓村                                                 | 清渓村                        | 清渓村                        | 1955年4月3日 茨木市に編入                                          | 茨木市         | 茨木市 |
| 島下郡 | 三宅村         | 三宅村                         | 三宅村                                                 | 三宅村                        | 三宅村                        | 1957年3月30日 茨木市に編入                                         | 茨木市         | 茨木市 |
| 島下郡 | 三宅村         | 三宅村                         | 三宅村                                                 | 三宅村                        | 三宅村                        | 1957年7月1日 三島町に分割編入 1960年4月1日 三島町に分割編入        | 摂津市         | 摂津市 |
| 島下郡 | 味舌村         | 味舌村                         | 味舌村                                                 | 味舌村                        | 1950年4月1日 町制施行 味舌町  | 1956年9月30日 三島町 1966年11月1日 市制施行 三島市 即日改称 摂津市 | 摂津市         | 摂津市 |
| 島下郡 | 味生村         | 味生村                         | 味生村                                                 | 味生村                        | 味生村                        | 1956年9月30日 三島町 1966年11月1日 市制施行 三島市 即日改称 摂津市 | 摂津市         | 摂津市 |
| 島下郡 | 鳥飼村         | 鳥飼村                         | 鳥飼村                                                 | 鳥飼村                        | 鳥飼村                        | 1956年9月30日 三島町 1966年11月1日 市制施行 三島市 即日改称 摂津市 | 摂津市         | 摂津市 |
| 島下郡 | 吹田村         | 1908年4月1日 町制施行 吹田町   | 1940年4月1日 吹田市                                    | 1940年4月1日 吹田市           | 吹田市                        | 吹田市                                                             | 吹田市         | 吹田市 |
| 島下郡 | 千里村         | 千里村                         | 1940年4月1日 吹田市                                    | 1940年4月1日 吹田市           | 吹田市                        | 吹田市                                                             | 吹田市         | 吹田市 |
| 島下郡 | 岸部村         | 岸部村                         | 1940年4月1日 吹田市                                    | 1940年4月1日 吹田市           | 吹田市                        | 吹田市                                                             | 吹田市         | 吹田市 |
| 島下郡 | 山田村         | 山田村                         | 山田村                                                 | 山田村                        | 山田村                        | 1955年10月1日 吹田市に編入                                         | 吹田市         | 吹田市 |
| 島下郡 | 新田村         | 新田村                         | 新田村                                                 | 新田村                        | 1953年7月1日 吹田市に分割編入 | 吹田市                                                             | 吹田市         | 吹田市 |
| 島下郡 | 新田村         | 新田村                         | 新田村                                                 | 新田村                        | 1953年7月1日 豊中市に分割編入 | 豊中市                                                             | 豊中市         | 豊中市 |
| 島下郡 | 豊川村         | 豊川村                         | 豊川村                                                 | 豊川村                        | 豊川村                        | 1956年12月1日 豊能郡箕面町（即日市制 箕面市）に編入                | 箕面市         | 箕面市 |
| 島下郡 | 豊川村         | 豊川村                         | 豊川村                                                 | 豊川村                        | 豊川村                        | 1956年12月25日 茨木市に分割編入                                    | 茨木市         | 茨木市 |

## 行政
歴代郡長
| 代 | 氏名       | 就任年月日                | 退任年月日                | 備考                   |
| -- | ---------- | ------------------------- | ------------------------- | ---------------------- |
| 1  | 岸正形     | 明治29年（1896年）4月1日  | 明治31年（1898年）3月29日 |                        |
| 2  | 平井光長   | 明治31年（1898年）3月29日 | 明治31年（1898年）7月27日 |                        |
| 3  | 坂田耘平   | 明治31年（1898年）8月9日  | 明治39年（1906年）1月15日 |                        |
| 4  | 吉住元策   | 明治39年（1906年）1月16日 | 大正2年（1913年）5月27日  |                        |
| 5  | 滋岡長彦   | 大正2年（1913年）5月27日  | 大正3年（1914年）8月19日  |                        |
| 6  | 菅原久太郎 | 大正3年（1914年）8月19日  | 大正5年（1916年）11月22日 |                        |
| 7  | 笠井英一   | 大正5年（1916年）11月22日 | 大正7年（1918年）3月17日  |                        |
| 8  | 有馬松之助 | 大正7年（1918年）3月17日  | 大正9年（1920年）5月18日  | 病死                   |
| 9  | 黒山義宣   | 大正9年（1920年）6月14日  |                           |                        |
|    |            |                           | 大正15年（1926年）6月30日 | 郡役所廃止のため、廃官 |